# 7008 Pavlov
7008 Pavlov (1985 QH5) là một tiểu hành tinh vành đai chính được phát hiện ngày 23 tháng 8 năm 1985 bởi N. S. Chernykh ở Đài vật lý thiên văn Crimean.